# العلاقات الروسية القرغيزستانية
العلاقات الروسية القيرغيزستانية هي العلاقات الثنائية التي تجمع بين روسيا وقيرغيزستان.

## مقارنة بين البلدين
هذه مقارنة عامة ومرجعية للدولتين:
| وجه المقارنة                                              | روسيا                                   | قيرغيزستان                      |
| --------------------------------------------------------- | --------------------------------------- | ------------------------------- |
| المساحة (كم2)                                             | 17.08 مليون                             | 199.95 ألف                      |
| عدد السكان (نسمة)                                         | 146.80 مليون                            | 6.20 مليون                      |
| الكثافة السكانية (ن./كم²)                                 | 8.59                                    | 31.01                           |
| العاصمة                                                   | موسكو                                   | بيشكك                           |
| اللغة الرسمية                                             | اللغة الروسية                           | اللغة الروسية، اللغة القيرغيزية |
| العملة                                                    | روبل روسي                               | سوم قيرغيزستاني                 |
| الناتج المحلي الإجمالي (بليون دولار)                      | 1.58 تريليون                            | 7.56 مليار                      |
| الناتج المحلي الإجمالي (تعادل القوة الشرائية) بليون دولار | 3.69 تريليون                            | 20.45 مليار                     |
| الناتج المحلي الإجمالي الاسمي للفرد دولار أمريكي          | 9.09 ألف                                | 1.10 ألف                        |
| الناتج المحلي الإجمالي للفرد دولار أمريكي                 |                                         |                                 |
| مؤشر التنمية البشرية                                      | 0.798                                   | 0.655                           |
| رمز المكالمات الدولي                                      | +7                                      | +996                            |
| رمز الإنترنت                                              | .ru، .рф، .рус ‏، .su                    | .kg                             |
| المنطقة الزمنية                                           | Magadan Time ‏، ت ع م+02:00، ت ع م+12:00 | ت ع م+06:00                     |

## مدن متوأمة
في ما يلي قائمة باتفاقيات التوأمة بين مدن روسية وقيرغيزستانية:
- ترتبط فيدنويي مع مدينة قند باتفاقية توأمة.
- ترتبط سانت بطرسبرغ مع أوش باتفاقية توأمة منذ 2 أكتوبر 1967.

## منظمات دولية مشتركة
يشترك البلدان في عضوية مجموعة من المنظمات الدولية، منها:
| علم المنظمة | اسم المنظمة                             | تاريخ انضمام روسيا | تاريخ انضمام قيرغيزستان |
| ----------- | --------------------------------------- | ------------------ | ----------------------- |
|             | مؤسسة التنمية الدولية                   | 16 يونيو 1992      | 24 سبتمبر 1992          |
|             | اتفاقية السماوات المفتوحة               | ?                  | ?                       |
|             | منظمة الأمن والتعاون في أوروبا          | 1992               | 30 يناير 1992           |
|             | يونسكو                                  | 21 أبريل 1954      | 2 يونيو 1992            |
|             | مؤسسة التمويل الدولية                   | 12 أبريل 1993      | 11 فبراير 1993          |
|             | منظمة شانغهاي للتعاون                   | 26 أبريل 1996      | 26 أبريل 1996           |
|             | منظمة حظر الأسلحة الكيميائية            | ?                  | ?                       |
|             | الأمم المتحدة                           | 24 أكتوبر 1945     | 2 مارس 1992             |
|             | الاتحاد الدولي للاتصالات                | 1866               | 20 يناير 1994           |
|             | منظمة الشرطة الجنائية الدولية           | 27 سبتمبر 1990     | ?                       |
|             | البنك الدولي للإنشاء والتعمير           | 16 يونيو 1992      | 18 سبتمبر 1992          |
|             | الاتحاد البريدي العالمي                 | ?                  | ?                       |
|             | وكالة ضمان الاستثمار متعدد الأطراف      | 29 ديسمبر 1992     | 21 سبتمبر 1993          |
|             | Central Asian Cooperation Organization ‏ | 2002               | ?                       |
|             | منظمة التجارة العالمية                  | 22 أغسطس 2012      | ?                       |

## أعلام
هذه قائمة لبعض الشخصيات التي تربطها علاقات بالبلدين:
- ألكسندر تكاشيف (سبّاح قيرغيزستاني، 11 نوفمبر 1972 – )
- أنتون زمليانوخين (لاعب كرة قدم، 11 ديسمبر 1988 – )
- أنتون كوشينكوف (لاعب كرة قدم روسي، 2 أبريل 1987[21] – )
- أندري كراسنوف (لاعب كرة قدم، 6 يوليو 1980[22] – )
- الزات اخميتوف (لاعب كرة قدم روسي، 31 ديسمبر 1997[23] – )
- تالانت دويشيبايف (لاعب كرة يد إسباني، 2 يونيو 1968 – )
- ديمتري كوزمين (سبّاح قيرغيزستاني، 9 سبتمبر 1977 – )
- سيرغي ايفانوف (لاعب كرة قدم، 30 مايو 1980[24] – )
- فلاديسلاف فولكوف (لاعب كرة قدم، 15 أغسطس 1980[25] – )
- فياتشيسلاف أمين (لاعب كرة قدم، 10 ديسمبر 1976[26] – )
- فيتالي كليتشكو (19 يوليو 1971[27][28][29] – )
- كسينيا ألكان (لاعبة كرة مضرب قيرغيزستانية، 13 ديسمبر 1989 – )
- ميرلان مورزاييف (لاعب كرة قدم قيرغيزستاني، 29 مارس 1990[30] – )

## وصلات خارجية
- موقع وزارة الخارجية الروسية